# Fabián Orellana
Fabián Ariel Orellana Valenzuela (Santiago, 27 de janeiro, 1986) é um ex-futebolista chileno que atuava como meia atacante.

## Carreira
Iniciou profissionalmente no Audax Italiano. Adquirido pela Udinese, foi emprestado para Xerez e Granada, sendo contratado por este último em definitivo. Em seguida emprestado ao Celta de Vigo que acabou por adquiri-lo em 2013.
Protagonizou um lance insólito na partida Celta 0–1 FC Barcelona, em 4 de abril de 2015 pela Liga de 2014–15: impaciente com Sergio Busquets pela demora na cobrança de uma falta, atira-lhe um tufo de grama, sendo expulso pelo ato.

## Seleção Chilena
Estreou pela Seleção Chilena principal em 4 de junho de 2008 ante a Guatemala. Participou das Copas do Mundo de 2010 e 2014.

## Títulos
Universidad Católica
- Campeonato Chileno: 2021
- Supercopa de Chile: 2021

Seleção Chilena
- Copa América: 2016